# 賈模
贾模（3世纪—299年），字思范，平阳郡襄陵县（治今山西省临汾市东南）人，西晋大臣。司空贾充从子。
贾模年少有志，博览群书，沉深有智。被贾充所信任爱护。每遇事情与他筹划。起家任为邵陵县令，历任事二宫尚书吏部郎，以公事免职，复起为车骑司马。晋惠帝时，参与诛杀权臣杨骏，以功封平阳乡侯，食邑千户。是时皇后贾南风干预朝政，欲委信亲党，拜从兄贾模散骑常侍，二日後擢为侍中、“分掌朝政”。贾模尽心匡弼，推荐中书监张华、侍中裴頠同心辅政。数年之中，朝野平静。但是他依仗权势，贪冒聚敛。曾向贾南风陈述祸福利害，贾南风不听从，猜忌贾模，贾模忧愤成疾而亡。谥号成。